# Mitologija
Mitologíja (grško μυθος: mýthos - mit + λóγος: logos - beseda, govor) ali bajeslóvje je folklorni žanr, sestavljen iz pripovedi ali zgodb, ki igrajo temeljno vlogo v družbi, kot so temeljne zgodbe ali miti o izvoru. Glavni junaki mitov so ponavadi bogovi, polbogovi ali nadnaravni ljudje. Zgodbe vsakdanjih človeških bitij, čeprav pogosto voditeljev neke vrste, so običajno vsebovane v legendah, v nasprotju z miti. 
Miti, na primer, poskušajo pojasniti zlo in smrt ali odnos časa do večnosti; opisujejo tudi začetek ali konec sveta ali dejanja junakov določene kulture. Miti ponujajo vpogled v človekova stanja in so takrat, ko se človeška bitja soočijo z očitnimi protislovnostmi, vir domišljije ali tolažbe
Čeprav bi se lahko zdelo, da so znanstvena raziskovanja ovrgla verjetnost mnogih mitov, ti še zmeraj ostajajo pomembni čustveni in duhovni zgledi. Zgodovinarjem in arheologom ponujajo pomembne dokumente o verstvih, zgodovini, politiki in preseljevanjih in združevanjih narodov. V vseh glavnih mitoloških tradicijah so določene vrste mitov še posebno pomembne, predvsem tiste, ki govorijo o nastanku človeka in nastanku sveta (slednje imenujemo kozmogonija).
Po Brunu Bettelheimu naj bi miti in z njimi povezane verske legende otrokom nudile snov za oblikovanje predstav o nastanku in smislu sveta in o družbenih vzorih, ki so jih lahko posnemali.
Med miti in pravljicami pa naj ne bi obstajale le podobnosti, temveč tudi temeljne razlike. V obojih se pojavljajo iste tipične osebe in situacije ter isti nadnaravni dogodki, vendar predstavljeni na bistveno drugačen način. Mit skuša vzbuditi občutek, da so dogodki brez primere, da se ne bi mogli zgoditi nikomur, niti kje drugje, so veličastni, zbujajo grozo in se ne bi mogli zgoditi navadnim smrtnikom.
V primerjavi s tem so dogodki v pravljicah prikazani kot običajni, kot nekaj, kar bi se lahko zgodilo vsakomur. 
Miti in pravljice dajejo odgovore na določena vprašanja. Vendar miti nanje neposredno odgovarjajo, so določeni, pri pravljicah pa jih lahko zaslutimo, nikoli niso izrečeni, zato se to prepušča otrokovi domišljiji.

## Mezopotamski miti
Miti davnih mezopotamskih ljudstev, kot je na primer Ep o Gilgamešu. Pojavljajo se tudi miti o mestnih božanstvih, ki pričajo o političnih spletkah med neodvisnimi mestnimi državami.
Vsako leto so ob praznovanju babilonskega novega leta — ko so pretile spomladanske poplave — obnavljali določen obred in mit. Obredni mit je bil na vrsti četrti dan enajstdnevnega praznovanja. Začetni verzi mita opisujejo sile stvarjenja. Dolgo preden sta zemlja in nebo dobila imeni, sta se združili Apsu, sladka voda, in Tiamat, grenka voda, in naredili veličastne valove, iz katerih je prišlo življenje. Najprej sta ustvarili bogova Lakhmuja in Lakhamuja, a še preden sta popolnoma odrasla, sta nastala še močnejša bogova, Anšar in Kišar, ki predstavljata nebeški in zemeljski svet. Ker so se iz njunih voda rojevali vse odločnejši in učinkovitejši bogovi, so vztrajne sile Apsu in Tiamat postajale vse bolj maščevalne. Mit poroča o sporu, vrh pa doseže z zmagoslavjem Marduka, prvaka božanskega dvora, ki namesto grozeče prvobitne zmede vzpostavi red. O boju za prevlado reda nad kaosom govorijo tudi kananski miti, še posebej Ep o Baalu, vklesan na ploščah, ki so jih našli pri starodavnem sirskem mestu Ugaritu.
Različica akadskega Epa o Gilgamešu, kot ga poznamo danes, izvira iz 1. tisočletja pr. n. št. Opisuje, kako Gilgameš, vladar južnomezopotamskega mesta Uruk, premaga divjega Engiduja, se z njim spoprijatelji ter zavrne ljubezen boginje Ištar. Po Engidujevi smrti hoče od svojega prednika Utnapištima izvedeti za skrivnost večnega življenja, a mu le-ta ne zna odgovoriti. Gilgameš izve za rastlino, ki naj bi vračala mladost in moč, vendar jo na potovanju domov najde ravno takrat, ko jo požre kača.

## Stara zaveza
Zgodbo judovskega ljudstva o stvarjenju — in poznejšo, ki jo je prevzela krščanska Cerkev — najdemo v Genezi, prvi knjigi Stare zaveze. Geneza si podobe izposoja iz babilonske mitologije, vendar vanje vpleta svoj pogled na odnos med Bogom in človekom. Bog ustvari nebesa in zemljo iz teme in praznine, po šestih dneh dela sedmi dan počiva. Bog iz prahu ustvari moškega (Adama) in mu vdihne življenje, žensko (Evo) ustvari iz njegovega rebra in ju postavi v raj. Kača prepriča Evo, naj poje prepovedano sadje drevesa spoznanja in ga ponudi tudi Adamu. Bog ju kaznuje in izžene iz raja v svet bolečine in smrti. Z izgonom iz raja se začne človeška zgodovina, zgodovina nepopolnega človeštva. Zgodba o Adamovem sinu Kajnu, ki z umorom brata Abela zagreši prvi zločin, poudarja človekovo nepopolnost in njegovo odtujitev od Boga.

## Staroegipčanski miti
V času starega kraljestva (2575-2134 pr. n. št.) je vplivno svečeništvo treh glavnih egipčanskih verskih središč — Heliopolisa, Memfisa in Hermopolisa — poskušalo poenostaviti in osredotočiti številne kulte preddinastičnega in zgodnjedinastičnega obdobja. Vsako je hotelo zagotoviti nadvlado svojega stvarnika nad manjšimi bogovi in ljudmi. Mnoge mite so začeli povezovati s kozmično močjo sonca in njegovim odnosom do zemlje in neba — mogočen naravni pojav, ki je določal življenje v Egiptu. V obdobju tekmovanja verstev je bila najbolj vplivna heliopolitska zgodba o nastanku sveta. Govori o Atumu, popolnoma poistovetenem s sončnim božanstvom Rejem, ki je vzniknilo iz Nuna, prvobitnega oceana. Božanstvo Re-Atum je rodilo boga zraka Šu in Tefnut, boginjo vlage. Tadva sta zaplodila boga zemlje Geba in boginjo neba Nut. Gebovi otroci so bili nekozmična božanstva Oziris, Neftida in Set.
Poleg kozmogonij so bili osnova mitov še krajevni kulti, posebni verski prostori ali živali s človeškimi ali duhovnimi lastnostmi. Najpomembnejši mitološki temi sta vsekakor bila smrt in vstajenje. Bog Oziris je postal tako bog rastlinstva — prinašalec novega življenja, potem ko Nil neha poplavljati — kot bog mrtvih, ki je v deželi mrtvih umrlim izrekal dobrodošlico v novem življenju.
Ozirisa naj bi bil umoril in razkosal ljubosumni brat Set. Ostanke trupla so raztresli po egipčanski deželi, vendar jih je vdana žena Izis spet zbrala. S čarodejstvom je Ozirisa obudila k življenju in z njih spočela otroka Hora. Hor se je spopadel s Setom, da bi maščeval očetovo smrt. O njunem prepiru je odločalo sodišče bogov in razsodilo v prid Hora. Ozirisa so oživili in znova je zavladal kot kralj in sodnik mrtvih.

## Evropski miti
Tudi evropska ljudstva v starem in srednjem veku so izoblikovala mite in svojo mitologijo. Ta je bila razmeroma bogata pri Keltih, z zgodbami o kralju Arturju je spodbujala srednjeveško domišljijo. Številne mite o bogovih, božanskih bitjih in junakih so premogli stari Germani, zapisani so v islandski književnosti, iz njih je nastal nemški ep o Nibelungih in druga pesniška dela.

### Slovanski miti
Manj razvita je mitologija starih slovanskih ljudstev ali pa je manj raziskana. O njej priča ljudsko pesništvo, vendar so miti prekriti s krščanskimi predstavami ali premešani s pravljičnostjo. Ohranili so se v pripovedkah o stvarjenju sveta, Kurentu in Kresniku. V osebah ljudskih pesmi lahko slutimo ostanek starih božanskih in polbožanskih bitij, tako v Lepi Vidi, Kralju Matjažu in celo Pegamu iz balade Pegam in Lambergar. Slovansko bajeslovstvo pozna različna bitja, ki so poosebljene dobre ali zle prirodne sile. V slovenski mitologiji poznamo vile, rojenice, škrate, volkodlake, psoglavce in Peruna. Slovanska mitologija nam pripoveduje o poganskih bogovih,  nadnaravnih silah in junakih na Zemlji, nebu in v podzemlju.
Prvotni miti so prešli tudi v novejšo slovensko književnost (Prešeren, Cankar, Oton Župančič, Svetlana Makarovič, Rudi Šeligo in drugi). Največji ustvarjalec slovenskih umetnih bajk je bil Janez Trdina.

### Grška mitologija
Grške zgodbe o stvarjenju pripovedujejo, da je Urana, boga nebes, rodila Gea, boginja Zemlje. Uran se poroči z Geo, ki mu rodi velikane, Titane. Kronos, zadnje rojeni Titan, ob Geinem ščuvanju kastrira Urana, ker je njene otroke ujel v njenem telesu (dejanje, ki morda predstavlja ločitev nebes in zemlje). Kronos vlada nad brati in sestrami ter z ženo in sestro Reo zaplodi druge bogove, a takoj po rojstvu požre vse razen Zevsa, ki kasneje zruši očeta in ga prisili, da otroke vrne v življenje. Kasneje se vname vojna med mlajšimi bogovi, ki jih vodi Zevs, in starejšimi Titani in mlajši zmagajo. Bogovi Zevsa izvolijo za kralja. Vlada na strmih višavah Olimpa. Z njim živi Hera, ki ji je kult izvirno pripisoval položaj matere bogov. Nebu, morju in podzemlju vladajo Kronosovi sinovi Zevs, Pozejdon in Had. Družina bogov se s porokami in potomci širi in številni miti se ukvarjajo z njihovo odgovornostjo, zavistjo, tegobami in junaštvi.
Nekateri najznamenitejši grški miti se osredotočajo na junaška dela Herakleja, Zevsovega sina z umrljivo Alkmeno (Rimljani so ga poznali kot Herkulesa). Že pri rojstvu zadavi kači, ki ju je poslala ljubosumna Hera, in tudi kasneje z nečloveško močjo in pogumom opravlja junaška dejanja. Njegov najslavnejši podvig je dvanajst del, med njimi očiščenje Avgijevih hlevov in sestop v podzemlje. Herakleja so kasneje - še posebej Rimljani — častili kot boga.
Heraklejevo junaštvo je posnemal njegov prijatelj Tezej, atenski junak, ki je pokončal kretsko pošast Minotavra, pozneje s pomočjo Ariadnine niti ušel iz labirinta in (s Heraklejem) podjarmil Amazonke, pleme ženskih bojevnic.
Grška mitologija poleg olimpskih bogov obsega še vrsto drugih osebnosti, še posebej Perzeja in Jazona, znanih po junaških dejanjih in razburljivih bitkah. Iz mitov o posameznih bogovih so se razvili kulti, kot so na primer kult boga vina Dioniza, ki so ga slavili z orgiastičnimi obredi, in Orfeja, pesnika in mojstra brenkanja na liro.